# Eotettix pusillus
Eotettix pusillus är en insektsart som beskrevs av Morse 1904. Eotettix pusillus ingår i släktet Eotettix och familjen gräshoppor. Inga underarter finns listade i Catalogue of Life.